# Начевский сельсовет
Начевский сельсовет — административная единица на территории Ляховичского района Брестской области Республики Беларусь.

## Состав
Начевский сельсовет включает 10 населённых пунктов:
- Гославщина — деревня.
- Грушевка — деревня.
- Жарские — деревня.
- Мыслобож — деревня.
- Нача — агрогородок.
- Пашковцы — деревня.
- Перехрестье — деревня.
- Рачканы — деревня.
- Русиновичи — агрогородок.
- Счастновичи — деревня.